# Film Fest Gent 2016
Het Film Fest Gent 2016 is het 43ste internationaal filmfestival dat plaatsvindt in het Oost-Vlaamse Gent van 11 tot 21 oktober 2016. Het festival gaat door in Kinepolis Gent, Studio Skoop, Sphinx-cinema, het Kunstencentrum Vooruit en de KASK Cinema en omvat behalve films en kortfilms ook lezingen, concerten en andere muzikale uitvoeringen.
De openingsfilm van het filmfestival op 11 oktober is de Gouden Palm-winnaar I, Daniel Blake van Ken Loach en het festival wordt op 21 oktober afgesloten met Souvenir van Bavo Defurne.

## Competitie

### Jury
De internationale jury bestaat uit:
- Jeremy Thomas (voorzitter), filmproducent  Verenigd Koninkrijk
- Trần Anh Hùng, filmregisseur  Frankrijk- Vietnam
- Jonathan Coe, auteur  Verenigd Koninkrijk
- Maaike Neuville, film-, televisie- en theateractrice  België
- Lina El Arabi, actrice  Frankrijk
- India Hair, film-, televisie- en theateractrice  Frankrijk

### Deelnemers
Volgende films deden mee aan de competitie:
| Film                                         | Regisseur                           | Land                          | Prijs                                                                                    |
| -------------------------------------------- | ----------------------------------- | ----------------------------- | ---------------------------------------------------------------------------------------- |
| Bacalaureat (Graduation)                     | Cristian Mungiu                     | Roemenië- Frankrijk- België   |                                                                                          |
| Cartas da Guerra (Letters from War)          | Ivo M. Ferreira                     | Portugal                      |                                                                                          |
| Fai bei sogni (Sweet Dreams)                 | Marco Bellocchio                    | Italië- Frankrijk             |                                                                                          |
| Slava (Glory)                                | Kristina Grozeva en Petar Valchanov | Bulgarije- Griekenland        |                                                                                          |
| Fuchi ni tatsu (Harmonium)                   | Kōji Fukada                         | Japan- Frankrijk              |                                                                                          |
| Hermia & Helena                              | Matías Piñeiro                      | Verenigde Staten- Argentinië  |                                                                                          |
| Home                                         | Fien Troch                          | België                        | Georges Delerue Prijs voor Beste Muziek Port of Ghent Publieksprijs Canvas Publieksprijs |
| O Ornitólogo (The Ornithologist)             | João Pedro Rodrigues                | Portugal- Frankrijk- Brazilië |                                                                                          |
| A Quiet Passion                              | Terence Davies                      | Verenigd Koninkrijk- België   | Grand Prix for Best Film                                                                 |
| Réparer les vivants                          | Katell Quillévéré                   | Frankrijk- België             |                                                                                          |
| Scarred Hearts                               | Radu Jude                           | Roemenië- Duitsland           |                                                                                          |
| Daguerrotype (Le Secret de la chambre noire) | Kiyoshi Kurosawa                    | Frankrijk- België- Japan      |                                                                                          |

## Prijzen
- Grote Prijs voor Beste Film: A Quiet Passion van Terence Davies (-)[3]
- Georges Delerue Prijs voor de Beste Muziek en Sound Design: Home van Fien Troch ()
- Prijs voor Beste Europese Kortfilm: Timecode van Giménez Peña Juanjo ()
- Nationale Loterij Prijs voor Beste Belgische Studentenkortfilm: Boi van Anthony Nti (RITCS)
- Ace Image Factory Publieksprijs voor Beste Belgische Studentenkortfilm: Boi van Anthony Nti (RITCS)
- Explore Award: Grave van Julia Ducournau (-)
- Port of Ghent Publieksprijs: Home van Fien Troch ()
- Canvas Publieksprijs: Home van Fien Troch ()

## Galas & Specials
Volgende films hebben hun Belgische avant-première op het festival:
| Film                           | Regisseur                         | Land                                                       |
| ------------------------------ | --------------------------------- | ---------------------------------------------------------- |
| The Birth of a Nation          | Nate Parker                       | Verenigde Staten                                           |
| Le Ciel Flamand                | Peter Monsaert                    | België                                                     |
| Clash                          | Mohamed Diab                      | Egypte- Frankrijk- Verenigde Arabische Emiraten- Duitsland |
| Grave                          | Julia Ducournau                   | Frankrijk- België                                          |
| King of the Belgians           | Jessica Woodworth & Peter Brosens | België- Nederland- Bulgarije                               |
| The Light Between Oceans       | Derek Cianfrance                  | Verenigde Staten- Verenigd Koninkrijk- Nieuw-Zeeland       |
| Ma vie de courgette            | Claude Barras                     | Zwitserland- Frankrijk                                     |
| A Monster Calls                | J.A. Bayona                       | Verenigde Staten- Spanje                                   |
| My First Highway               | Kevin Meul                        | België                                                     |
| Neruda                         | Pablo Larraín                     | Argentinië- Chili- Spanje- Frankrijk                       |
| Paterson                       | Jim Jarmusch                      | Verenigde Staten                                           |
| Personal Shopper               | Olivier Assayas                   | Frankrijk                                                  |
| Forushande (The Salesman)      | Asghar Farhadi                    | Iran- Frankrijk                                            |
| Shadow World                   | Johan Grimonprez                  | België- Denemarken- Verenigde Staten                       |
| Snowden                        | Oliver Stone                      | Verenigde Staten- Duitsland- Frankrijk                     |
| Sully                          | Clint Eastwood                    | Verenigde Staten                                           |
| Voyage of Time: Life's Journey | Terrence Malick                   | Verenigde Staten- Frankrijk- Duitsland                     |

## Nordic Cinema
| Film                                     | Regisseur                   | Land                                     | Jaar |
| ---------------------------------------- | --------------------------- | ---------------------------------------- | ---- |
| Concrete Night                           | Pirjo Honkasalo             | Finland- Zweden- Denemarken              | 2013 |
| Flaskepost fra P (A Conspiracy of Faith) | Hans Petter Moland          | Denemarken- Duitsland- Zweden- Noorwegen | 2016 |
| Demning                                  | Paul Tunge                  | Noorwegen                                | 2015 |
| Facebookistan                            | Jakob Gottschau             | Denemarken- Finland                      | 2015 |
| Miekkailija (The Fencer)                 | Klaus Härö                  | Finland- Duitsland- Estland              | 2015 |
| Heartstone                               | Guðmundur Arnar Guðmundsson | IJsland                                  | 2016 |
| Julius in Winterland                     | Jacob Ley                   | Denemarken                               | 2016 |
| Kiwi & Strit                             | Esben Toft Jacobsen         | Denemarken                               | 2016 |
| Under sandet                             | Martin Zandvliet            | Denemarken- Duitsland                    | 2015 |
| A Reykjavík Porno                        | Graeme Maley                | IJsland- Verenigd Koninkrijk             | 2016 |
| A Serious Game                           | Pernilla August             | Zweden- Noorwegen- Denemarken            | 2016 |
| Bølgen (The Wave)                        | Roar Uthaug                 | Noorwegen                                | 2015 |
| Yarden                                   | Måns Månsson                | Zweden- Duitsland                        | 2016 |

## Global cinema
| Film                                      | Regisseur                  | Land                                                           |
| ----------------------------------------- | -------------------------- | -------------------------------------------------------------- |
| Agonie                                    | David Clay Diaz            | Duitsland- Oostenrijk                                          |
| Alba                                      | Ana Cristina Barragán      | Ecuador- Mexico- Griekenland                                   |
| Arianna                                   | Carlo Lavagna              | Italië                                                         |
| Austerlitz                                | Sergei Loznitsa            | Duitsland                                                      |
| La calle de la amargura (Bleak Street)    | Arturo Ripstein            | Mexico- Spanje                                                 |
| Certain Women                             | Kelly Reichardt            | Verenigde Staten                                               |
| Câini (Dogs)                              | Bogdan Mirica              | Roemenië- Frankrijk- Bulgarije- Qatar                          |
| I, Olga Hepnarová                         | Petr Kazda & Tomás Weinreb | Tsjechië- Polen- Slowakije- Frankrijk                          |
| In Jackson Heights                        | Frederick Wiseman          | Verenigde Staten- Frankrijk                                    |
| Jonathan                                  | Piotr J. Lewandowski       | Duitsland                                                      |
| Lovesong                                  | So Yong Kim                | Verenigde Staten                                               |
| Loving                                    | Jeff Nichols               | Verenigd Koninkrijk- Verenigde Staten                          |
| La Mort de Louis XIV                      | Albert Serra               | Portugal- Frankrijk                                            |
| Non essere cattivo (Don't Be Bad)         | Claudio Caligari           | Italië                                                         |
| Le Parc                                   | Damien Manivel             | Frankrijk                                                      |
| Sufat chol (Sand Storm)                   | Elie Zexer                 | Israël- Frankrijk                                              |
| Sangue del mio sangue (Blood of My Blood) | Marco Bellocchio           | Italië- Frankrijk- Zwitserland                                 |
| Sieranevada                               | Cristi Puiu                | Roemenië- Frankrijk- Bosnië en Herzegovina- Kroatië- Macedonië |
| Soy Nero                                  | Rafi Pitts                 | Duitsland- Frankrijk- Mexico- Verenigde Staten                 |
| Sunset Song                               | Terence Davies             | Verenigd Koninkrijk- Luxemburg                                 |
| Busanhaeng (Train to Busan)               | Yeon Sang-ho               | Zuid-Korea                                                     |
| Goksung (The Wailing)                     | Na Hong-jin                | Zuid-Korea                                                     |
| Zero Days                                 | Alex Gibney                | Verenigde Staten                                               |
| Zhaleika                                  | Eliza Petkova              | Duitsland- Bulgarije                                           |

## Sound and Vision
| Film                                                     | Regisseur             | Land                                          |
| -------------------------------------------------------- | --------------------- | --------------------------------------------- |
| All Things Must Pass: The Rise and Fall of Tower Records | Colin Hanks           | Verenigde Staten- Japan                       |
| Arno - Dancing Inside My Head                            | Pascal Poissonnier    | België                                        |
| Born to Be Blue                                          | Robert Budreau        | Verenigd Koninkrijk- Canada- Verenigde Staten |
| Eat That Question: Frank Zappa in His Own Words          | Thorsten Schütte      | Frankrijk- Duitsland                          |
| Junction 48                                              | Udi Aloni             | Israël- Duitsland- Verenigde Staten           |
| Lefto - In Transit                                       | Kurt De Leijer        | België                                        |
| Raving Iran                                              | Susanne Regina Meures | Zwitserland                                   |
| Score: A Film Music Factory                              | Matt Schrader         | Verenigde Staten                              |
| Oasis: Supersonic                                        | Mat Whitecross        | Verenigd Koninkrijk                           |
| They Will Have To Kill Us First                          | Johanna Schwartz      | Verenigd Koninkrijk                           |

## Spotlight Japan
| Film                          | Regisseur          | Land             |
| ----------------------------- | ------------------ | ---------------- |
| Kurîpî (Creepy)               | Kiyoshi Kurosawa   | Japan            |
| Danchi (The Projects)         | Junji Sakamoto     | Japan            |
| The Emperor in August         | Masato Harada      | Japan            |
| Fires On the Plain            | Shin'ya Tsukamoto  | Japan            |
| Gonin Saga                    | Takashi Ishii      | Japan            |
| Himeanole                     | Keisuke Yoshida    | Japan            |
| Lowlife Love                  | Eiji Uchida        | Japan            |
| My Man                        | Kazuyoshi Kumakiri | Japan            |
| Nagasaki : Memories of My Son | Yōji Yamada        | Japan            |
| Rolling                       | Masanori Tominaga  | Japan            |
| Sayônara                      | Kōji Fukada        | Japan- Frankrijk |
| What A Wonderful Family!      | Yōji Yamada        | Japan            |
| The Whispering Star           | Sion Sono          | Japan            |

## Artists on film
| Film                                    | Regisseur                     | Land                        |
| --------------------------------------- | ----------------------------- | --------------------------- |
| Close Encounters With Vilmos Zsigmond   | Pierre Filmon                 | Frankrijk                   |
| Jia Zhang-ke by Walter Salles           | Walter Salles                 | Brazilië- Frankrijk         |
| La Macchina-zione                       | David Grieco                  | Italië- Frankrijk           |
| Mapplethorpe: Look at the Pictures      | Fenton Bailey & Randy Barbato | Verenigde Staten- Duitsland |
| Mifune: Last Samurai                    | Steven Okazaki                | Verenigde Staten            |
| Richard Linklater: Dream is Destiny     | Louis Black                   | Verenigde Staten            |
| Versus: The Life and Films of Ken Loach | Louise Osmond                 | Verenigd Koninkrijk         |

## Classics
| Film                                            | Regisseur        | Land                                      | Jaar |
| ----------------------------------------------- | ---------------- | ----------------------------------------- | ---- |
| From the Journals of Jean Seberg                | Mark Rappaport   | Verenigde Staten                          | 1995 |
| Rock Hudson's Home Movies                       | Mark Rappaport   | Verenigde Staten                          | 1992 |
| Shōnen (Boy)                                    | Nagisa Oshima    | Japan                                     | 1969 |
| Gishiki (The Ceremony)                          | Nagisa Oshima    | Japan                                     | 1971 |
| Kōshikei (Death by Hanging)                     | Nagisa Oshima    | Japan                                     | 1968 |
| Ai no korīda (L'Empire des Sens)                | Nagisa Oshima    | Japan- Frankrijk                          | 1976 |
| Merry Christmas, Mr. Lawrence                   | Nagisa Oshima    | Verenigd Koninkrijk- Japan- Nieuw-Zeeland | 1983 |
| Gosses de Tokyo (I Was Born, but…)              | Yasujirō Ozu     | Japan                                     | 1932 |
| Belladonna of Sadness                           | Eiichi Yamamoto  | Japan                                     | 1973 |
| Ikarie XB 1 (Voyage to the End of the Universe) | Jindrich Polák   | Tsjecho-Slowakije                         | 1963 |
| Jan zonder vrees                                | Jef Cassiers     | België                                    | 1984 |
| Queen Christina                                 | Rouben Mamoulian | Verenigde Staten                          | 1933 |

## Shorts
De kortfilmcompetitie ging door in het kader van de "Competitie voor beste Europese film" (Best European Short), een organisatie in samenwerking met de European Film Academy en 14 andere Europese filmfestivals. De winnaar in Gent mag in 2017 meedingen voor de Europese filmprijzen (European Film Awards).

De genomineerden voor de competitie:
| Film            | Regisseur              | Land      | Speeltijd (min.) |
| --------------- | ---------------------- | --------- | ---------------- |
| Adaption        | Bartosz Kruhlik        | Polen     | 24'              |
| Catherine       | Britt Raes             | België    | 12'              |
| Houvast         | Charlotte Scott-Wilson | Nederland | 22'              |
| Menina          | Simão Cayatte          | Portugal  | 15'              |
| Sweet Dumplings | Lai Kin Chang          | België    | 14'              |
| Timecode        | Juanjo Giménez Peña    | Spanje    | 15'              |

Op het Film Fest Gent werden ook alle kortfilms vertoond die genomineerd zijn voor de 29e Europese Filmprijzen in Wrocław op 10 december 2015.
| Film                                 | Regisseur                                        | Land                                                | Speeltijd | Nominatie        |
| ------------------------------------ | ------------------------------------------------ | --------------------------------------------------- | --------- | ---------------- |
| El adiós                             | Clara Roquet                                     | Spanje                                              | 15'       | Valladolid       |
| A Man Returned                       | Mahdi Fleifel                                    | Verenigd Koninkrijk- Denemarken- Nederland- Libanon | 30'       | Berlijn          |
| Amalimbo                             | Juan Pablo Libossart                             | Zweden- Estland                                     | 15'       | Venetië          |
| 90 Grad Nord                         | Detsky Graffam                                   | Duitsland                                           | 21'       | Cork             |
| L'Immense retour (romance)           | Manon Coubia                                     | België- Frankrijk                                   | 14'       | Locarno          |
| Home                                 | Daniel Mulloy                                    | Kosovo- Verenigd Koninkrijk                         | 20'       | Vila do Conde    |
| Small Talk                           | Even Hafnor & Lisa Brooke Hansen                 | Noorwegen                                           | 21'       | Tampere          |
| Tout le monde aime la bord de la mer | Keina Espiñeira                                  | Spanje                                              | 18'       | Rotterdam        |
| 9 Days - From my Window in Aleppo    | Issa Touma, Thomas Vroege & Floor van der Meulen | Nederland                                           | 12'       | Bristol          |
| Shooting Star                        | Lyubo Yonchev                                    | Bulgarije- Italië                                   | 28'       | Drama            |
| In the Distance                      | Florian Grolig                                   | Duitsland                                           | 7'        | Clermond-Ferrand |
| Edmond                               | Nina Gantz                                       | Verenigd Koninkrijk                                 | 10'       | Uppsala          |
| Yo no soy de aquí                    | Maite Alberdi & Giedré Žickyté                   | Denemarken- Chili- Litouwen                         | 26'       | Krakau           |
| Limbo                                | Konstantina Kotzamani                            | Frankrijk- Griekenland                              | 29'       | Sarajevo         |
| Le Mur                               | Samuel Lampaert                                  | België                                              | 8'        | Gent             |